# Gustav Adolph Spiess

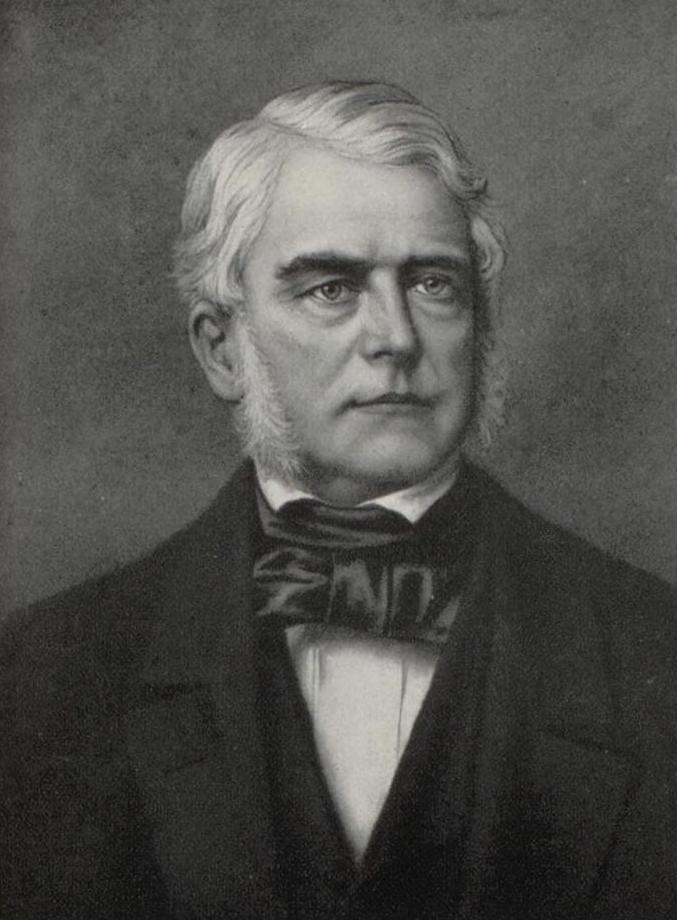
Gustav Adolph Spiess

Gustav Adolph Spiess, auch Gustav Adolf Spieß, (* 4. Dezember 1802 in Duisburg; † 22. Juni 1875 in Frankfurt am Main) war ein deutscher Mediziner und praktischer Arzt in Frankfurt am Main.

## Leben
Gustav Adolph Spiess war der Sohn des Pfarrers und Konsistorialrats Johann Christoph Spiess, der 1813 zum Pfarrer der deutsch-reformierten Gemeinde in Frankfurt am Main berufen wurde. Gustav Adolph Spiess besuchte ab 1813 das Frankfurter Gymnasium, studierte wie auch sein Schulfreund Friedrich Wöhler ab 1820 an der Ruprecht-Karls-Universität Heidelberg Medizin und wurde 1823 in Heidelberg mit seiner Dissertation De vulneribus pectoris penetrantibus imprimis cum haemorrhagia complicatis promoviert. Anschließend bildete er sich in Berlin weiter, lernte Wilhelm Baum kennen und besuchte mit diesem zur medizinischen Weiterbildung bis 1826 Paris, London, Edinburgh und Dublin sowie zahlreiche weitere Städte.
Im April 1826 ließ er sich als praktischer Arzt in Frankfurt am Main nieder.
Gustav Adolph Spiess war Mitglied und in den Jahren 1843 und 1844 Sekretär und 1853 und 1854 sowie 1863 und 1864 Direktor der Senckenbergischen Naturforschenden Gesellschaft. 1845 gehörte er mit Johann Conrad Varrentrapp und Georg Varrentrapp zu den Gründern des Ärztlichen Vereins in Frankfurt.
Im Jahr 1850 und in der Zeit von 1852 bis 1857 war er Mitglied der Gesetzgebenden Versammlung der Freien Stadt Frankfurt.
Er war Mitglied der Gesellschaft Deutscher Naturforscher und Ärzte und darüber hinaus nach Hermann von Meyer zunächst 2. Geschäftsführer der 41. Versammlung der Gesellschaft 1867 in Frankfurt am Main, der er nach dessen gesundheitlicher Verhinderung noch zu einer erfolgreichen Durchführung verhelfen konnte. Er war Mitglied der Frankfurter Museumsgesellschaft, des Cäcilien-Vereins und der Administration des Städelschen Kunstinstituts und engagierte sich für die Errichtung des Saalbaus und des Goethedenkmals. 
Am 1. Januar 1869 wurde er unter der Präsidentschaft des Arztes, Naturphilosophen und Malers Carl Gustav Carus mit dem akademischen Beinamen Wenzel unter der Matrikel-Nr. 2101 als Mitglied in die Kaiserliche Leopoldino-Carolinische Deutsche Akademie der Naturforscher aufgenommen.
Im Jahr 1867 wurde ihm der Rote Adlerorden 4. Klasse, im Jahr 1871 der Titel Geheimer Sanitätsrat und 1873 der Rote Adlerorden 3. Klasse verliehen. Im Jahr 1872 erhielt er die Kriegsdenkmünze und 1873 das Eiserne Kreuz II. Klasse.
Der Mediziner Alexander Spiess war sein Sohn.
Sein Enkel, der Mediziner Gustav Spiess (1862–1948), schenkte der Porträtsammlung der Dr. Senckenbergischen Stiftung im Jahr 1907 ein vom deutschen Maler österreichischer Herkunft Norbert Schrödl erstelltes Porträt von Gustav Adolph Spiess.

## Schriften
- Dissertatio inauguralis de vulneribus pectoris penetrantibus imprimis cum haemorrhagia complicatis. 1823 (Digitalisat)
- J. B. van Helmont's System der Medicin. verglichen mit den bedeutenderen Systemen älterer und neuerer Zeit, ein Beitrag zur Entwickelungsgeschichte medicinischer Theorien; nebst der Skizze einer Theorie der Lebenserscheinungen im gesunden und krankhaften Zustande. Schmerber, Frankfurt am Main 1840 (Digitalisat)
- Physiologie des Nervensystems. Mit besonderer Berücksichtigung pathologischer Umstände. Vieweg, Braunschweig 1844 (Digitalisat)
- Zur Lehre von der Entzündung. Hermann, Frankfurt am Main 1854 (Digitalisat)
- Ueber die Bedeutung der Naturwissenschaften für unsere Zeit, und: Ueber das körperliche Bedingtsein der Seelenthätigkeiten. Zwei Festreden. Hermann, Frankfurt am Main 1854 (Digitalisat)
- Pathologische Physiologie. Grundzüge der gesammten Krankheitslehre. Meidinger, Frankfurt am Main 1857 (Digitalisat)
- Die pathologische Physiologie und Herr Prof. Rud. Virchow. Hermann, Frankfurt am Main 1858 (Digitalisat)